# Tata Young
Amita Marie Young (thai: อมิตา มารี ยัง), född 14 december, 1980 i Bangkok, mer känd som Tata Young är en thailändsk sångerska, modell och skådespelerska. Hon blev som 15-åring i Thailand och internationellt sett en stjärna 2004 med albumet I Believe. Youngs album I Believe och huvudlåten med samma namn är en cover på Carolas hitsingel från 2001 I Believe In Love.

## Diskografi

### Studioalbum
- 1995 : Amita Tata Young
- 1997 : Amazing Tata
- 2001 : Tata Young
- 2003 : Real TT
- 2004 : I Believe
- 2005 : Dangerous Tata
- 2006 : Temperature Rising
- 2008 : One Love
- 2009 : Ready For Love

### EP-Album
- 1998 : Tata Remix (remixer)
- 2000 : Best Selected (samlingsalbum)
- 2006 : Best of Tata Young (samlingsalbum)